# Traversone (gioco)
Il Traversone è una variante del gioco di carte Tressette. Il gioco è noto localmente anche con molti altri nomi, come Alla meno, Ass' e mazza, Busche, Carcarazzu, Perdino, Piloffio, Rovescino, Solino, Tressette a non prendere, Tressette a perdere,  Storto, Tressette ca' sola, Vinci-Perdi, Ciapa no o anche "Mallardo", che può indicare un'ulteriore variante a tre giocatori.

## Regole
- Il traversone si gioca da 2 a 8 giocatori con un mazzo da 40 carte italiane tradizionali (piacentine, napoletane o fiorentine).
- I giocatori competono in maniera individuale e, quindi, ciascuno ha un proprio punteggio.
- Come nel gioco del tressette si risponde sempre al seme (palo), cioè avendo una carta dello stesso seme della prima carta giocata si ha l'obbligo di giocarla. Ipotizziamo che, in una mano, il primo giocatore giochi una carta di spade: tutti i giocatori sono vincolati a giocare una carta di spade per quella mano e solo chi non ha nessuna carta di spade potrà giocare qualsiasi carta voglia.
- L'ordine gerarchico delle carte, dalla più alta alla più bassa, rispetta quello del tressette ed è il seguente: 3, 2, asso, re, cavallo, fante, 7, 6, 5, 4.
- Anche il valore delle carte è il medesimo del tressette. L'asso vale un punto mentre 3, 2, re, cavallo e fante (dette figure) valgono 1/3 di punto. Le restanti carte, ovvero 7, 6, 5 e 4, non hanno punteggio.
- L'unica carta ad avere un valore diverso dal tressette è l'asso di bastoni o di fiori (chiamato "Friariellone", "il Problema", "Pisellone", "Girellone", “O’ Mellone”, "Aino", "Fumello", "Tavolazzo", "Ciumbarlone", “O’ Cutrone”, "Cerbone", “Aglietiello”,"Fravaglio", "Cacchione", "Bambinello", "Nello", “Rafilone”, “ppiccamutanne”, "Bambino", "Raseca" o "Frutto Amaro"), al quale viene attribuito il valore di 11 punti. L'ammontare di punti per smazzata diventa quindi 21 (più precisamente di 20 e 2/3 ma, come si vedrà più avanti, si ovvia al problema lasciando intatto l'ammontare di 21 punti).
- Tutti i giocatori devono avere lo stesso numero di carte fin dall'inizio della partita. Nel caso in cui i giocatori siano 3 si scarterà un 4, se 6 si scarteranno tutti i 4 e se 7 si scarterà un 5 oltre a tutti i 4. Le carte scartate devono essere note a tutti.
- Mentre per il tressette l'obiettivo consiste nel realizzare il punteggio maggiore, qui è l'opposto: ottenere meno punti possibile. Ad inizio gioco, infatti, viene fissato il limite di punteggio (21, 31, 41 o 100) o di smazzate ed il modo di vincita. Se viene fissato il numero di smazzate vincerà chi, al termine di esse, avrà il punteggio minore. Se, invece, viene fissato il limite di punteggio sarà necessario stabilire se il gioco terminerà al primo sballo (momento in cui un giocatore supera il limite stabilito) e, in tal caso, vincerebbe  il giocatore con il minor punteggio o se si procederebbe finché rimarrà un solo giocatore in gara, a causa dell'eliminazione dal gioco degli altri giocatori (in quest'ultima soluzione, si può anche interrompere il gioco quando si è rimasti solamente in due: vince il giocatore recante il punteggio minore).
- Al termine di ogni smazzata, tutti i giocatori, fatta eccezione per chi ha preso l'ultima mano, contano i punti realizzati e lo annunciano agli altri giocatori per prenderne nota. Il punteggio del giocatore che ha preso l'ultima mano si calcola sottraendo a 21 la somma del punteggio di tutti gli altri giocatori.
- Se il giocatore che effettua l'ultima presa totalizza 21 punti (ovvero tutti gli altri giocatori non hanno realizzato un punto completo) si dice che ha fatto la "sola" o la "volata" e può scegliere di rimuoverli dal proprio punteggio o, se questo è inferiore a 21 punti, dare ad ogni giocatore 21 punti.
- Durante il gioco è fatto divieto di guardare e contare le prese fatte, proprie e altrui, fatta eccezione per la prima mano.

### Varianti regionali
Tali regole vanno concordate all'inizio della partita e sono di uso comune in alcune regioni
- A chi prende una carta particolare, che può essere il tre di denari o l'asso di bastoni o quello di denari, vengono addebitati 3 punti in più, i quali vengono scalati a chi lo ha ceduto (se chi cattura la carta particolare era il possessore alla prima mano non ha né addebiti né accrediti).
- Se un giocatore non totalizza neanche un punto durante una smazzata gli vengono addebitati 10 punti oppure divide i punti, arrotondati per eccesso, con chi ha preso l'asso di bastoni.
- C'è il divieto di giocare bastoni finché uno dei quattro giocatori non scarta una carta a quel seme o cedere l'asso di bastoni alla prima mano.
- Scartare delle carte coperte, in caso di distribuzione non bilanciata, da aggiungere agli scarti da ultima presa, come nella variante lucana.

## Distribuzione
Il mazziere (a rotazione ciascuno dei giocatori, partendo solitamente da colui che in un preventivo sorteggio ha preso la carta più alta), dopo aver mescolato le carte e fatto tagliare il mazzo dal giocatore di sinistra, le distribuisce una alla volta, partendo dal giocatore alla propria destra. 
Tutti i movimenti del traversone si svolgono quindi in senso antiorario e cioè da destra a sinistra.
Ogni giocatore riceve, in questo modo, un numero uguale di carte che sistemerà in mano.
Nel caso di partite a 2 giocatori vengono distribuite dieci carte a testa; le restanti vengono pescate dai giocatori al termine di ogni presa secondo le regole del tressette tradizionale. 

## Gioco della carta
il giocatore alla destra del mazziere è il primo di mano, cioè inizia la prima mano.
Durante la mano, ogni giocatore a turno muove una carta alla volta e la presa si completa quando tutti i giocatori hanno fornito la propria. 
Regola fondamentale del gioco è che si debba rispondere nel seme di uscita del primo giocatore anche se questo comporta prendere punti Esempio: se il primo giocatore gioca denari, tutti devono giocare una carta di denari. Nel caso che un giocatore non sia in grado di rispondere nel seme, può giocare qualsiasi carta a sua scelta. Si aggiudica la mano il giocatore che ha fornito la carta gerarchicamente più alta nel seme di uscita.
Esaurita la presa, uscirà per la mano successiva il giocatore che ha catturato la presa precedente.
Terminate la carte si procede al conteggio finale secondo il metodo concordato, si verifica se si è raggiunto il termine del gioco e quindi si procede con una nuova smazzata ripartendo dalla distribuzione.

## "Ciapa no" (variante a tre giocatori)
In questa variante si gioca sempre con l'intero mazzo senza scartare nessun 4 a priori.
Dopo la distribuzione delle carte, il giocatore alla destra del mazziere si troverà in mano 14 carte, mentre gli altri due solo 13.
Il giocatore che possiede 14 carte dovrà sceglierne una (ovviamente una fra quelle che gli stanno più "scomode") e la passerà coperta al giocatore alla propria destra, senza farla vedere al mazziere. Allo stesso modo chi ha appena ricevuto la carta ne sceglierà una da passare al mazziere. Quest'ultimo scarterà una carta che rimarrà coperta per tutto il gioco della carta, ma che verrà presa e conteggiata dal giocatore che prenderà l'ultima mano. I giocatori così facendo possiedono ognuno 13 carte, mentre il valore della carta in più è a conoscenza del solo mazziere.
Quindi si procede con il normale gioco della carta.